# Roy Wood

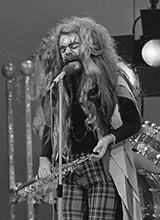
Roy Wood (1974)

Roy Wood (* 8. November 1946 in Birmingham; sein angeblicher Geburtsname Ulysses Adrian Wood wird gemeinhin angezweifelt) ist ein britischer Songschreiber, Sänger, Gitarrist und Multiinstrumentalist. In den 1960er- und 1970er-Jahren war er (Mit)Gründer von The Move, dem Electric Light Orchestra (ELO) und Wizzard. Mit seinen diversen Bands sowie solo hatte er über 20 Singles in den britischen Charts, darunter befanden sich mehrere Nr.-1-Hits. Multiinstrumentalist Wood spielt Gitarre, Sitar, Bass, Cello, Saxofon, Klarinette, Posaune, Tuba, Horn, Flöte, Oboe, Fagott, Schlagzeug, Perkussion, Dudelsack, Vibrafon und Keyboards.

## Leben

### Erste Bands
Wood begann in den frühen 1960er-Jahren in Birmingham bei der Formation Gerry Levine and the Avengers. Danach spielte er bei der Band Mike Sheridan and the Nightriders, die nach seinem Weggang Jeff Lynne (Woods späteren kongenialen musikalischen Partner) an Bord holte und sich in The Idle Race umbenannte.

### The Move
Als musikalischer Kopf formte Wood 1965 die Gruppe The Move, die schnell über Birminghams Grenzen hinaus bekannt wurde. Ab Ende 1966 landete die Band Hits wie Flowers in the Rain, Fire Brigade und Blackberry Way und machte durch ihre (für die damalige Zeit) spektakulären Bühnenshows Furore. Obwohl eigentlich Carl Wayne der Sänger der Band war, übernahm Wood ab 1968 (Fire Brigade) den Leadgesang bei den meisten Singles. Für seine Frontrolle legte er sich ein wildes Image inklusive Indianermaskierung zu. Als Wayne schließlich die Band verließ, wurde er Anfang 1970 durch Jeff Lynne ersetzt, der sich auch als Songschreiber betätigte und zusammen mit Wood bald ehrgeizigere Pläne hegte, als sie innerhalb des Move-Kontextes möglich waren.

### Electric Light Orchestra
Noch während der Move-Zeit gründete Wood mit Move-Schlagzeuger Bev Bevan und Jeff Lynne 1971 das Electric Light Orchestra, das dort weitermachen wollte, wo die Beatles mit I Am the Walrus aufgehört hatten. Die Band gehörte zu den Vorreitern der Verbindung von Rockmusik mit anderen Stilrichtungen wie klassischer Musik oder Big-Band-Sound. Mit der Integration von Streichern und Bläsern verbreiterte ELO die instrumentelle Basis einer Rockgruppe. Die von Lynne geschriebene Single 10538 Overture erreichte 1972 Position 9 in den englischen Charts. Meinungsverschiedenheiten bezüglich der musikalischen Ziele führten jedoch bald zum Ende der Partnerschaft.

### Wizzard
Im August 1972 verließ Wood das Electric Light Orchestra und gründete sogleich die Gruppe Wizzard, die ebenfalls mit Cellisten und Bläsern besetzt war, aber musikalisch mehr auf Rock'n Roll-Revival & Revue setzte. Auch mit Wizzard gelangen ihm mehrere Singlehits, 1973 mit See My Baby Jive und Angel Fingers sogar zwei Charttopper in Großbritannien. Die im selben Jahr veröffentlichte Weihnachts-Single I Wish It Could Be Christmas Everyday erreichte Platz 4 und wurde zu einem regelmäßig gespielten Evergreen. Nach einer anfangs häufig zum Einsatz kommenden Phil-Spector-ähnlichen „Wall of Sound“ erwies die Band später dem Rock ’n’ Roll der 1950er-Jahre die Ehre. 1976 löste sie sich auf.

### Solo
Ab 1973 veröffentlichte Wood auch mehrere Solo-Alben, auf denen er sein Können als Songschreiber, Arrangeur, Multiinstrumentalist und Produzent demonstrierte. Seine Experimentierfreude deckte sich jedoch nicht immer mit dem allgemeinen Publikumsgeschmack, und der kommerzielle Erfolg ließ ab Mitte der 1970er-Jahre stark nach (der letzte Hit war 1975 die Solo-Single Oh What A Shame). Dennoch ist Wood mit Bandprojekten wie Wizzo, The Helicopters und Roy Wood's Army sowohl im Studio wie auch auf der Bühne weiterhin unermüdlich in Erscheinung getreten.
Wood gilt als Unterstützer des Brexits und trat 2019 der Brexit Party bei.

## Diskografie

### Alben

#### The Move
- The Move (1968)
- Something Else from The Move (Live-EP, 1968)
- Shazam (1970)
- Looking On (1970, mit Lynne)
- Message from the Country (1971, mit Lynne)

#### Electric Light Orchestra
- The Electric Light Orchestra (1971, mit Lynne)
- ELO 2 (1973, mit Lynne, Wood spielte Cello und Bass bei „In Old England Town“ und „From the Sun to the World“)

#### Wizzard
- Wizzard Brew (1973)
- Eddie and the Falcons (1974)
- Main Street (1976, veröffentlicht 2000)

#### Solo
- Boulders (1973)
- Mustard (1975)
- On The Road Again (1979)
- Starting up (1986)

#### Wizzo Band
- Super Active Wizzo (1977)

#### Zusammenstellungen
- You Can Dance The Rock 'n' Roll (1989, Kompilation)
- Exotix Mixture: Best of Singles A's and B's (1999, Kompilation, z. T. bisher unveröffentlichtes Material)
- Outstanding Performer (2003, Kompilation)
- The Wizzard (2006, Kompilation, z. T. bisher unveröffentlichtes Material)
- Look thru' the eyes of Roy Wood (2007, Kompilation, z. T. bisher unveröffentlichtes Material)

#### Als Produzent
- 2014: Security Alert - The Official Bootleg (Livealbum der Climax Blues Band)

### Singles
- Move: Night of Fear/The Disturbance (1966)
- Move: I Can Hear the Grass Grow/Wave Your Flag And Stop The Train (1967)
- Move: Flowers in the Rain/(Here We Go Round) The Lemon Tree (1967)
- Move: Fire Brigade/Walk Upon The Water (1968)
- Move: Wild Tiger Woman/Omnibus (1968)
- Move: Blackberry Way/Something (1969)
- Move: Curly/This Time Tomorrow (1969)
- Acid Gallery: Dance Around the Maypole/Right Toe Blues (1969, A-Seite mit Wood als Autor, Produzent, Musiker und Sänger)
- Move: Brontosaurus/Lightning Never Strikes Twice (1970, mit Jeff Lynne)
- Move: When Alice Comes Back To The Farm/What? (1970, mit Lynne)
- Move: Tonight/Don't Mess Me Up (1971, mit Lynne)
- Move: Chinatown/Down on the Bay (1971, mit Lynne)
- Roy Wood: When Gran'ma Plays The Banjo/Wake Up (2/1972)
- Move: California Man/Do Ya/Ella James (5/1972, mit Lynne)
- ELO: 10538 Overture/First Movement (Jumpin' Biz) (7/1972, mit Lynne)
- Wizzard: Ball Park Incident/The Carlsberg Special (11/1972)
- ELO: Roll Over Beethoven/Queen of the Hours (1/1973, mit Lynne, Wood nur auf B-Seite)
- Wizzard: See My Baby Jive/Bend over Beethoven (4/1973)
- Roy Wood: Dear Elaine/Songs of Praise (8/1973)
- Wizzard: Angel Fingers/You got the Jump On Me (8/1973)
- Roy Wood: Forever/Music To Commit Suicide By (11/1973)
- Wizzard: I Wish it Could Be Christmas Everyday/Rob Roy's Nightmare (11/1973)
- Wizzard: Rock and Roll Winter/Dream of Unwin (4/1974)
- Roy Wood: Goin' Down The Road/The Premium Bond Theme (6/1974)
- Wizzard: This is the Story of my Love (Baby)/Nixture (8/1974)
- Wizzard: Are You Ready To Rock/Marathon Man (12/1974)
- Roy Wood: Oh What A Shame/Bengal Jig (5/1975)
- Wizzard: Rattlesnake Roll/Can't Help My Feelings (10/1975)
- Roy Wood: Look Thru' The Eyes Of A Fool/Strider (11/1975)
- Roy Wood's Wizzard: Indiana Rainbow/The Thing is This (This is the Thing) (3/1976)
- Roy Wood: Any Old Time Will Do/The Rain Came Down On Everything (5/1976)
- Roy Wood's Wizzo Band: The Stroll/Jubilee (1977)
- Annie Haslam & Roy Wood: I Never Believed in Love/Inside my Life (1977)
- Roy Wood's Wizzo Band: Dancing at the Rainbow's End/Waiting at This Door (1978)
- Roy Wood: Keep Your Hands On The Wheel/Giant Footsteps (1978)
- Roy Wood: (We're) On The Road Again/Saxmaniacs (1979)
- Roy Wood's Helicopters: Rock City/Givin' Your Heart Away (1980)
- Roy Wood: Sing Out The Old, Bring In The New/Watch This Space (1980)
- Roy Wood's Helicopters: Green Glass Windows/The Driving Song (1981)
- Roy Wood: Down To Zero/Olympic Flyer (1981)
- Roy Wood: It's Not Easy/Moonriser (1982)
- Roy Wood: O.T.T / Mystery Song (California Man live) (1982)
- Rockers: We Are The Boys (Who Make All the Noise)/Rockin' On The Stage (1983, mit Phil Lynott, John Coghlan, Chas Hodges)
- Roy Wood: Under Fire/On the Top of the World (1985)
- Roy Wood: Sing Out The Old... (New Version)/Instrumentalversion (1985)
- Roy Wood: Raining In The City/Instrumentalversion (1986)
- Roy Wood: 1-2-3/Oh what a Shame (1987)
- The Roy Wood Big Band: I Wish It Could Be Christmas Everyday (live)/Santa Claus Is Coming To Town/I Wish It Could Be Christmas Everyday (soundcheck)/Lion’s Heart (1995)
- The Wombles with Roy Wood: I Wish It Could Be A Wombling Merry Christmas Everyday/Wombling Merry Christmas/Christmas Everyday (2000)